# Marie-Marthe Chambon

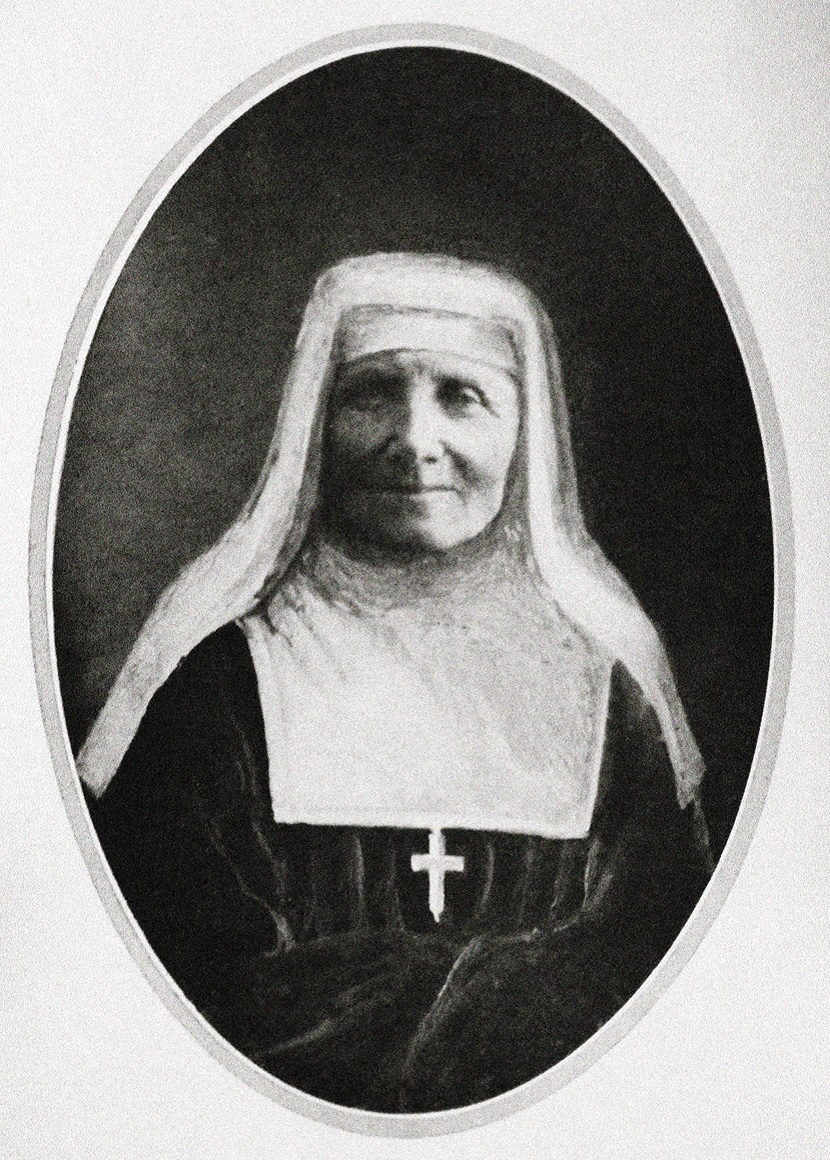
Sr. Marie-Marthe Chambon

Marie-Marthe Chambon OVM (* 6. März 1841 in Croix-Rouge als Francoise Chambon bei Chambéry, Savoyen, Frankreich; † 21. März 1907 in Chambéry) war eine französische Nonne und Mystikerin. Sie gab durch ihre Visionen entscheidenden Anstoß zur Verbreitung der Andacht von den fünf Wunden Christi.

## Leben
Françoise Chambon stammte aus sehr ärmlichen Verhältnissen. Sie besuchte weder die Schule noch konnte sie lesen. Schon in jungen Jahren hatte sie eine glühende Verehrung des Heiligsten Herzens Jesu. Im Jahr 1862 trat sie in Chambéry als Laienschwester in den Orden von der Heimsuchung Mariens ein, nahm dort den Ordensnamen Marie-Marthe an und legte am 2. August 1864 die Profess ab. 
Ab dem Jahr 1866 hatte sie wiederkehrende Visionen. Die Oberin des Konvents von Chambéry, Sr. Thérese-Eugénie Revel, bestellte eine Kommission von Priestern als Examinatoren, die zu dem Ergebnis kamen, die mystischen Erfahrungen seien echt. Die Visionen hatten insbesondere die fünf Wunden Christi zum Inhalt, verbunden mit dem Auftrag, die Andacht – als Ausfaltung der Herz-Jesu-Verehrung – zu diesen zu verbreiten. So wird Sr. Marie-Marthe auch als „Apostelin der heiligen Wunden“ bezeichnet. Am 12. Juni 1874, dem Hochfest des Heiligsten Herzens Jesu, erschienen an ihren Füßen Stigmata. Die Oberin und die Novizenmeisterin zeichneten die mystischen Erfahrungen ihrer Mitschwester von 1866 bis 1887 auf. Die Andacht zu den fünf Wunden Christi wurde im Jahre 1885 bischöflich und 1924 päpstlich approbiert und ihr Gebet mit einem Ablass verbunden.

## Verehrung
Sr. Marie-Marthe Chambon starb am 21. März 1907. Sie wurde in Marclaz bei Thonon-les-Bains beigesetzt. Der Seligsprechungsprozess wurde 1937 eingeleitet.

## Werke
- Die Wunden unseres Herrn. Eine neue Andacht erobert die Welt